# N23 (Nederland)
N23 was de werknaam van een deels nieuw te bouwen wegverbinding tussen Zwolle en Alkmaar. Aanvankelijk zou dit een rijksweg worden, maar het Rijk zag hiervan af en het project werd (deels) door de provincies Noord-Holland en Flevoland overgenomen en gerealiseerd als provinciale weg. De weg is niet als N23 genummerd: dit was vanaf het schrappen van de rijksweg nog slechts een werknaam.
Het project werd aan Noord-Hollandse zijde beperkt tot het gedeelte tussen Enkhuizen en Heerhugowaard. Een groot deel bestond uit het opwaarderen van bestaande wegen. Tussen Zwaagdijk-Oost en de aansluiting op de N506 ten zuiden van Lutjebroek is een nieuw weggedeelte gerealiseerd. In Flevoland zijn bestaande wegen opgewaardeerd, en is tussen Lelystad en Dronten een nieuw weggedeelte aangelegd, gebundeld met de Hanzespoorlijn.

## Wegnummering
Het gedeelte tussen Heerhugowaard (N242) en Avenhorn (A7) is N194 gaan heten. Het gedeelte tussen Hoorn(-Noord) (A7) en Enkhuizen heeft het nummer N307 gekregen; dit nummer geldt tevens voor het gedeelte tussen Enkhuizen en Lelystad-Noord (A6) en voor de verbinding verder naar Kampen. De Drechterlandseweg, het oude weggedeelte van de N302 tussen Zwaagdijk-Oost (de afrit Medemblik) en Enkhuizen-Noord, kreeg het wegnummer N505.

## Geschiedenis
Aanvankelijk was een rijksweg voorzien die van Zwolle naar Alkmaar zou lopen. De weg zou tussen Dronten en Lelystad worden gebundeld met de Hanzelijn. Tussen Lelystad en Enkhuizen maakte de weg dan gebruik van de bestaande Houtribdijk, met de toenmalige N302. In West-Friesland zou de weg gedeeltelijk een nieuw tracé krijgen.
Op 20 december 2005 keurde de Tweede Kamer de Nota Mobiliteit goed. De N23 Alkmaar - Zwolle was in deze nota geschrapt als onderdeel van het hoofdwegennet. Daarop zijn de provincies Noord-Holland en Flevoland een samenwerkingsverband aangegaan om subsidie van het rijk te krijgen voor de N23, om de economie van Flevoland en Noord-Holland te versterken. In 2007 is hiervoor de werkgroep N23 opgericht. De N23 moest volgens de provincies weer terugkomen in het zogenaamde MIT (Meerjarenprogramma Infrastructuur en Transport) van de Rijksbegroting.
Op 13 februari 2013 maakte minister Schultz van Haegen bekend dat de N23 geheel is geschrapt uit de Rijksbegroting, in het kader van bezuinigingen. Het totale traject zou daardoor niet met geld uit Den Haag worden gerealiseerd.

### Oorspronkelijke planning in 2008
De N23 zou volgens de stand van zaken in 2008 bestaan uit een aantal bestaande weggedeeltes van de toenmalige N302, N307, N506, N507 en N243 en enkele nieuwe weggedeeltes. De N23 zal gaan lopen van Zwolle (aansluiting met de N50) tot aan Alkmaar (aansluiting op de N242). Het wegverloop zou als volgt worden gerealiseerd:
- N50 - Dronten: Aanleg parallelweg
- Dronten - A6, aansluiting Lelystad-Noord: Nieuw weggedeelte parallel aan de Hanzespoorlijn. Uitgevoerd als volwaardige regionale stroomweg met twee gescheiden rijstroken (maximumsnelheid 100 km/h).
- A6 aansluiting Lelystad-Noord - bocht in Houtribdijk: Geen aanpassing. Wel waren er plannen om dit gedeelte af te snijden, wat zes kilometer zou schelen. Men sprak dan over realisatie na 2012.
- Bocht in Houtribdijk - Enkhuizen (huidige N302): Studie naar verdubbeling Houtribdijk bij versterking van de dijk in 2012.
- Enkhuizen - aansluiting N240 bij The Greenery (Zwaagdijk-Oost): Eerst zou het traject van de toenmalige N506 gevolgd worden tot de bocht ten zuiden van Grootebroek. Vanaf daar zou een nieuw weggedeelte aangelegd worden dat langzaam afbuigt naar het noorden, ten westen van Stede Broec (tussen Hoogkarspel en Westwoud) en vloeiend zou aansluiten op de toenmalige N302 (Westfrisiaweg).
- Aansluiting N240 bij The Greenery - aansluiting A7: Ombouw tot volwaardige regionale stroomweg met 2×2 rijstroken (100 km/h), inclusief knooppunt met de A7.
- Van aansluiting 7 op de A7 tot aan Avenhorn: Extra opstelvakken.
- Avenhorn - Heerhugowaard: Verwijderen verkeerslichten en plaatsen van rotondes.
- Heerhugowaard - N242: Nieuw weggedeelte dat ten noorden van Heerhugowaard loopt.

De planning voor het Noord-Hollandse deel zag er als volgt uit:
- 2007: Regioakkoord over tracé en dekking van de kosten
- 2008: Verzilveren van rijksbijdrage en vaststellen realisatieovereenkomst
- 2009: Aanbesteding en contractering
- 2010: Start werkzaamheden

Deze planning is niet gerealiseerd.

## Lelystad - Kampen
Er werd al vele jaren gesproken over een opwaardering van de wegverbinding tussen Dronten en Lelystad. Het tracé tussen Lelystad en Dronten is tegenwoordig onderdeel van de N307. Tussen Lelystad en Dronten is een nieuw stuk weg aangelegd als tweestrooksautoweg met gescheiden rijbanen, behalve bij de afrit Swifterbant, daar is de weg plaatselijk met inhaalstroken uitgevoerd. De afrit Swifterbant is ongelijkvloers. Dit deel is ook grotendeels gebundeld met de Hanzelijn. Bij de Elandweg buigt de N307 af naar het noorden en sluit daar aan op de Dronterringweg (N711). De rijtijd van Dronten naar Lelystad is gereduceerd tot circa tien minuten. Dit tracé is in mei 2012 vrijgegeven voor het verkeer. De kosten voor dit tracé werden aanvankelijk geschat tussen de 250 en 350 miljoen euro.
De Hanzeweg tussen Dronten en Kampen heeft in september 2007 een opknapbeurt gekregen. De weg heeft bij de kruispunten met de Hondweg en de Oudebosweg verkeerslichten gekregen. De weg is van 'stil' asfalt voorzien. In de toekomst komen er parallelwegen voor het landbouwverkeer en aanwonenden van de Hanzeweg. Een van de nieuw aan te leggen parallelwegen zal later een rijbaan worden voor het autoverkeer, zodat de ombouw naar een weg met twee gescheiden rijbanen gemakkelijk plaats kan vinden.
De N711 (tussen Swifterbant en de A6 richting Emmeloord) werd in 2007 opgewaardeerd naar een autoweg.

## Bouw Noord-Holland
Bij de provincie Noord-Holland werd de N23 wel nodig geacht. Met name de wegen N302 (noordelijke route) en N506 (zuidelijke route) tussen Hoorn en Enkhuizen waren door de vele stoplichten grote bottlenecks aan het worden voor de regio. Mede doordat bij Heerhugowaard al voorbereidingen waren getroffen voor de N23 (het viaduct onder de spoorlijn Heerhugowaard - Schagen en doorkruising van industrieterrein Zandhorst waren al gereed), kon de provincie het eigenlijke project niet stilleggen.
Het project heeft in 2016 en 2017 geruime tijd vrijwel stilgelegen door onenigheid tussen de provincie Noord-Holland en de hoofdaannemer, Heijmans, over de uitleg van voorwaarden in het contract. Heijmans stelde meer tijd nodig te hebben vanwege een onverwacht moeilijke bodemgesteldheid, waarna de provincie wilde vasthouden aan een forse boeteclausule bij te late oplevering. In het voorjaar van 2017 werd het geschil bijgelegd, waarna de werkzaamheden werden hervat.
Uiteindelijk werd het nieuwe traject eind 2018 geopend. De totale kosten van het Noord-Hollandse deel van het project bedroegen op dat moment ruim 400 miljoen euro.

## Route Noord-Holland

### Heerhugowaard - A7 bij Avenhorn
Tussen de N242 ten westen van bedrijventerrein Zandhorst, en de Krusemanlaan in het noordoosten van Heerhugowaard is een nieuw stuk weg aangelegd. Die weg gaat zowel onder de spoorlijn Heerhugowaard - Schagen als Heerhugowaard - Hoorn door. Op dit wegvak zijn twee rotondes gekomen voor het plaatselijke verkeer. Tevens zijn er twee onderdoorgangen aangelegd voor conflictvrije kruising met het lokale verkeer. Ten oosten van Heerhugowaard ligt een rotonde die een afrit vormt naar Heerhugowaard. Vanaf daar volgt de weg de al bestaande route naar Avenhorn.
Tussen Heerhugowaard en Avenhorn zijn van de bestaande aansluitingen er een paar overgebleven, die zijn omgebouwd tot rotondes. Voor de overige aansluitingen is een parallelweg aangelegd voor het langzame verkeer.
Het kruispunt bij Avenhorn is opnieuw ingericht waarbij de N194 nu de doorgaande route is en de N243 afslaat. Hierna gaat de route verder naar de A7 waar de weg bij afrit 7 op aansluit.
Tussen Heerhugowaard en Avenhorn bestaat de route uit twee rijstroken, zonder rijbaanscheiding. Tussen Avenhorn en de A7 bestaat de route uit twee rijstroken per rijrichting, met gescheiden rijbanen.

### Hoorn - Enkhuizen
Tussen Avenhorn en Hoorn volgt de N23 de route van de A7. Vanaf Hoorn-Noord (afrit 9) gaat de weg verder via de oude route van de N302.
De afrit Hoorn-Noord aan de A7 is omgebouwd tot een knooppunt. De kruispunten aan het traject tussen Hoorn-Noord en de afrit Medemblik zijn omgebouwd tot afritten. De bestaande overweg van de Stoomtram Hoorn - Medemblik is blijven bestaan.
Vlak voor de afrit Medemblik buigt de weg naar het zuiden af en volgt deze een nieuw aangelegd tracé. Voor de afrit Medemblik is een nieuwe afrit gebouwd. Het kruispunt tussen de N240 en de Drechterlandseweg (nu N505) is daarvoor aangepast. De Drechterlandseweg zal de oude route richting Enkhuizen-Noord blijven volgen.
Na de afrit Medemblik gaat de N307 met een korte tunnel onder de Streekweg door. De weg blijft vervolgens verdiept om daarna met eveneens een korte tunnel onder de spoorlijn Hoorn - Enkhuizen door te gaan. Hierna volgt nog een afrit voor de plaats Hoogkarspel, waarna de weg bij de N506 aankomt. De aansluiting met de N506 is eveneens een afrit geworden. De weg vervolgt verder de route via het oude tracé van de N506 naar Enkhuizen en komt vervolgens uit op het kruispunt vlak bij de Houtribdijk. De rijstroken op dit kruispunt zijn aangepast, zodat het doorgaande verkeer sneller de Houtribdijk op kan gaan.
Tussen de A7 en de afrit Zwaag bestaat de weg uit 2+3 rijstroken, waarbij richting Enkhuizen de weg uit drie rijstroken bestaan. Tussen de afritten Hoorn-Noord en Zwaag is een doorgaand weefvak aangelegd.
Tussen Zwaag en voorbij de afrit Grootebroek (N506) bestaat de weg uit 2×2 rijstroken. Hierna bestaat de weg uit twee rijstroken voor beide rijrichtingen samen.